# 尾上壽作
尾上 壽作（おのえ じゅさく、1903年〈明治36年〉11月28日 - 1998年〈平成10年〉11月6日）は、日本の実業家。グローリー工業社長。国栄機械製作所（現グローリー）創業者尾上作兵衛の三男。グローリー名誉会長尾上壽男の父。

## 人物
兵庫県姫路市出身。尾上作兵衛の三男。尾上家は姫路の商家だった。後分家した。
姫路中学校（現姫路西高校）を卒業した。1949年、株式会社国栄機械製作所の取締役社長に就任した。1963年、姫路商工会議所副会頭に就任した。1971年、取締役会長に就任した。趣味は乗馬、弓術。宗教は、浄土宗。住所は兵庫県姫路市俵町・同市南畝町。
1964年藍綬褒章、1974年勲三等瑞宝章受章。

## 家族・親族
尾上家
- 父・作兵衛（1872年 - ?、旧姓・池内、兵庫県平民、実業家、政治家）[6]
- 母・りゑ（1876年 - ?、尾上又市の長女）[6]
- 姉・りつ（1894年 - ?、尾上暉一の妻）[6]
- 兄・作次（1898年 - ?、日本化学漆器社長）[6]
- 弟・仙次（1906年 - ?）[6]
- 弟・信次（1910年 - ?）[6]
- 弟・政次（1912年 - ?）[6]
- 妻・初子（1905年 - ?）[3]
- 女（1926年 - ）[3]
- 男・壽男（1935年 - ）[3]

親戚
- 浅井彌兵衛（龍野銀行頭取、金融業）
- 尾上暉一（姫路商工会議所議員、姫路土地建物、播磨電気、日本化学漆器各取締役）[4]